# Киселєвська (Шенкурський район)
Киселєвська (рос. Киселевская) — присілок в Шенкурському районі Архангельської області Російської Федерації.
Населення становить 1 особу. Входить до складу муніципального утворення Верхопаденьгське муніципальне утворення.

## Історія
Від 1937 року належить до Архангельської області.
Від 2004 року належить до муніципального утворення Верхопаденьгське муніципальне утворення.

## Населення
| 2002 | 2010 | 2012 |
| ---- | ---- | ---- |
| 5    | ↘1   | →1   |